# Ivan Mrkić

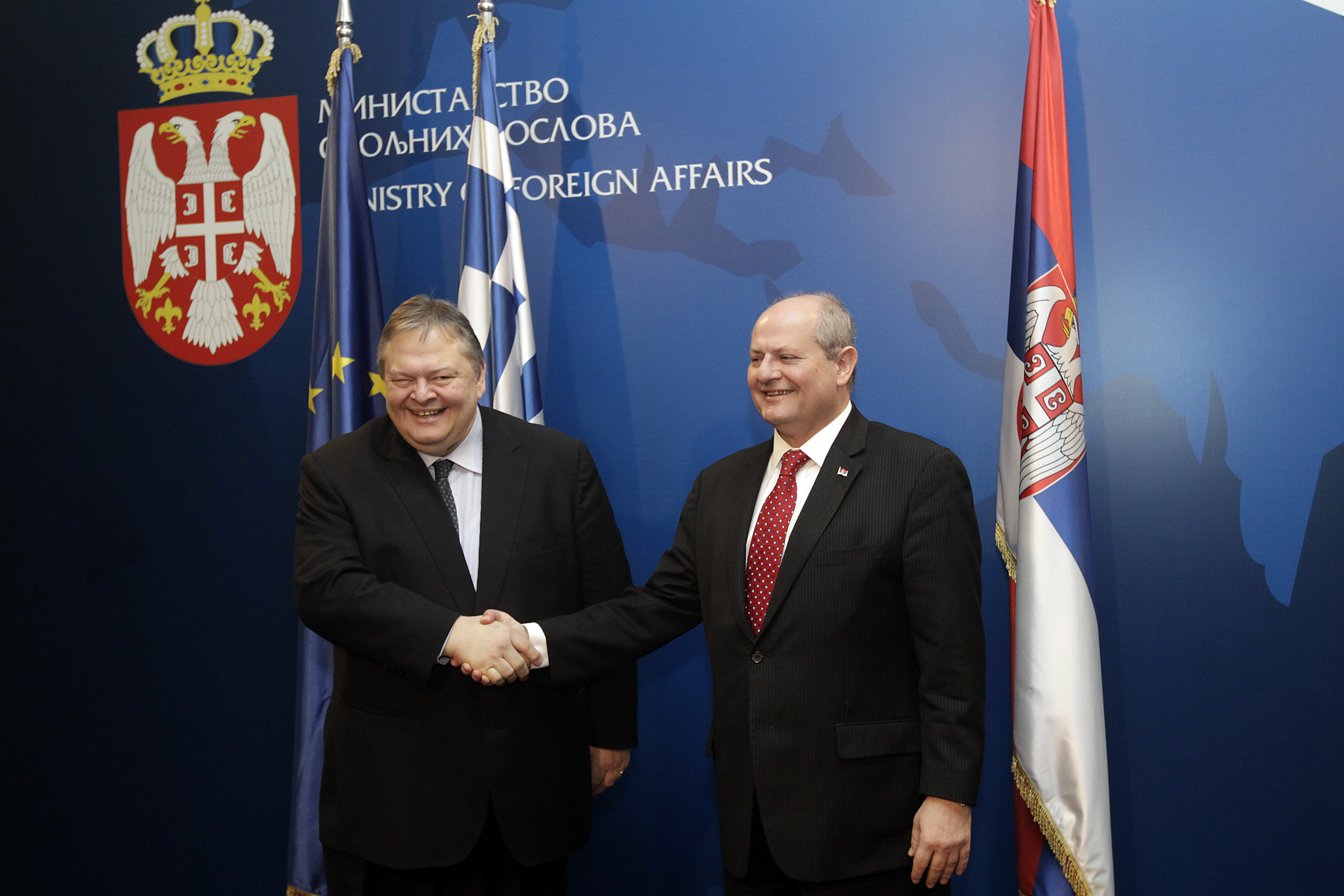
Evangelos Venizelos und Ivan Mrkić (rechts) im Februar 2014

Ivan Mrkić (serbisch-kyrillisch Иван Мркић; * 30. Mai 1953 in Belgrad) ist ein serbischer Diplomat und Politiker. Von Juli 2012 bis April 2014 war er serbischer Außenminister in der Regierung von Ministerpräsident Ivica Dačić.

## Leben
Nach dem Abschluss seines Studiums an der Rechtswissenschaftlichen Fakultät der Universität Belgrad war Ivan Mrkić Mitarbeiter des Außenministeriums der Sozialistischen Föderativen Republik Jugoslawien. 1982 bis 1986 gehörte er der jugoslawischen Vertretung bei den Vereinten Nationen in New York an, 1990 bis 1992 der jugoslawischen Delegation bei der Europäischen Gemeinschaft in Brüssel.
1992 bis 1993 war er Bürochef des Präsidenten der Bundesrepublik Jugoslawien Dobrica Ćosić. 1993 bis 1999 war er Geschäftsträger bzw. Botschafter der Bundesrepublik Jugoslawien in Zypern. Da der damalige serbische Präsident Slobodan Milošević Finanztransaktionen über Zypern laufen ließ, wurde Mrkić hiermit in Verbindung gebracht. Mrkić bekleidete in den darauffolgenden Jahren wichtige Positionen im Außenministerium der Bundesrepublik Jugoslawien (ab 2003: Serbien und Montenegro). 2005 war er Vorsitzender der Kommission für die Implementierung der Chemiewaffenkonvention in Serbien und Montenegro.
2006 bis 2011 war er serbischer Botschafter in Japan. Nach den Parlamentswahlen in Serbien 2012 wurde der parteilose Mrkić auf Vorschlag der Srpska Napredna Stranka Außenminister in der im Juli 2012 gebildeten Regierung unter Ivica Dačić. Nach der Parlamentswahl in Serbien 2014 wurde Ivica Dačić als Nachfolger Mrkićs Außenminister.